# Посёлок Бородинского лесничества
Бородинского лесничества — посёлок в Можайском районе Московской области 8 км западнее Можайска, входит в состав сельского поселения Бородинское. В посёлке числятся 2 улицы. До 2006 года посёлок входил в состав Бородинского сельского округа.
Расположен, примерно, в 5 км западнее Можайска, у северной стороны Можайского шоссе (автодорога 46К-1011), высота центра над уровнем моря 201 м. Ближайшие населённые пункты в полукилометре — Кукарино на восток и Новая на север.

## Население
| 2002 | 2006 | 2010 |
| ---- | ---- | ---- |
| 127  | ↗137 | ↘106 |